# Mount Schutz
Mount Schutz ist ein 1260 m hoher Berg im Norden des ostantarktischen Viktorialands. Er ragt an der Ostflanke des Kopfendes des Noll-Gletschers in den Wilson Hills auf.
Der United States Geological Survey kartierte ihn anhand von Vermessungen und Luftaufnahmen der United States Navy zwischen 1960 und 1963. Das Advisory Committee on Antarctic Names benannte ihn 1970 nach Lieutenant Commander Albert C. Schutz Jr. (1932–2003), Kommandeur einer LC-117D und Kopilot einer LC-130F während der Operation Deep Freeze der Jahre 1967 und 1968.